# Jens Fröhlich
Jens Fröhlich, auch bekannt unter seinem Pseudonym Asemit, ist ein rechtsextremer Sänger und Musikverleger aus Gera. Er ist sowohl mit der Rechtsrock-Band Eugenik als auch mit der NSBM-Band Totenburg aktiv.

## Werdegang
1996 gründete Fröhlich die Rechtsrock-Band Oigenik, die zunächst Oi! und Rechtsrock spielte, jedoch später unter dem Namen Eugenik ihren Musikstil zu Black- beziehungsweise Pagan Metal änderte. Fröhlich stieß mit dem Album Pestpogrom (2004) zusätzlich zur NSBM-Band Totenburg, nachdem er bereits 2000 an der Gestaltung ihres Debütalbums Weltmacht oder Niedergang mitgewirkt und 2002 deren zweites Album Winterschlacht in Kooperation mit Donnerschlag Records veröffentlicht hatte. Totenburg verfügt über gute Kontakte zur Gruppe Absurd, mit deren Sänger Ronald Möbus teilte sich Fröhlich bei diversen Konzerten den Gesang.
2001 folgte die Band Epithalium, die ebenfalls dem NSBM zuzuordnen ist und bisher ein Album auf Nebelfee Klangwerke, dem Label von Ronald Möbus (Absurd), veröffentlicht hatte.
Jens Fröhlich betreibt außerdem das als rechtsextrem eingestufte Label Ewiges Eis Records, das unter anderem die Gruppen Magog, Wedard und Forgotten Darkness unter Vertrag hat (beziehungsweise hatte) sowie Merchandise von Pest, Mütiilation, Watain und Temnozor herstellt.
Neben der Musik war Fröhlich außerdem an der am 12. September 2000 verbotenen White Youth, einer Jugendorganisation des Blood-and-Honour-Netzwerkes, maßgeblich beteiligt.

## Diskografie
mit Eugenik
- 1999: Tore der Zeit (Demo-CD)
- 2005: Tag des Raben (CD/LP)
- 2008: Schlachtenhall (MCD/LP)

mit Totenburg
- 2004: Pestpogrom
- 2005: Art und Kampf (EP)
- 2006: Waffenbrüder (Split mit Menneskerhat)
- 2007: Si vis pacem, para bellum (Split mit Der Stürmer)
- 2009: Majesty of Wampyric Blood/Leichenfeuer (Split mit Satanic Warmaster)
- 2009: Endzeit
- 2020: Jenseits des Grabes

mit Epithalium
- 2002: Splitalbum mit Holocaust und Frostkrieg
- 2004: Hel (Demo)
- 2005: Ausrottung
- 2012: Gottesaustreibung / Christenausweidung